# Jodrell-Bank-Radioobservatorium

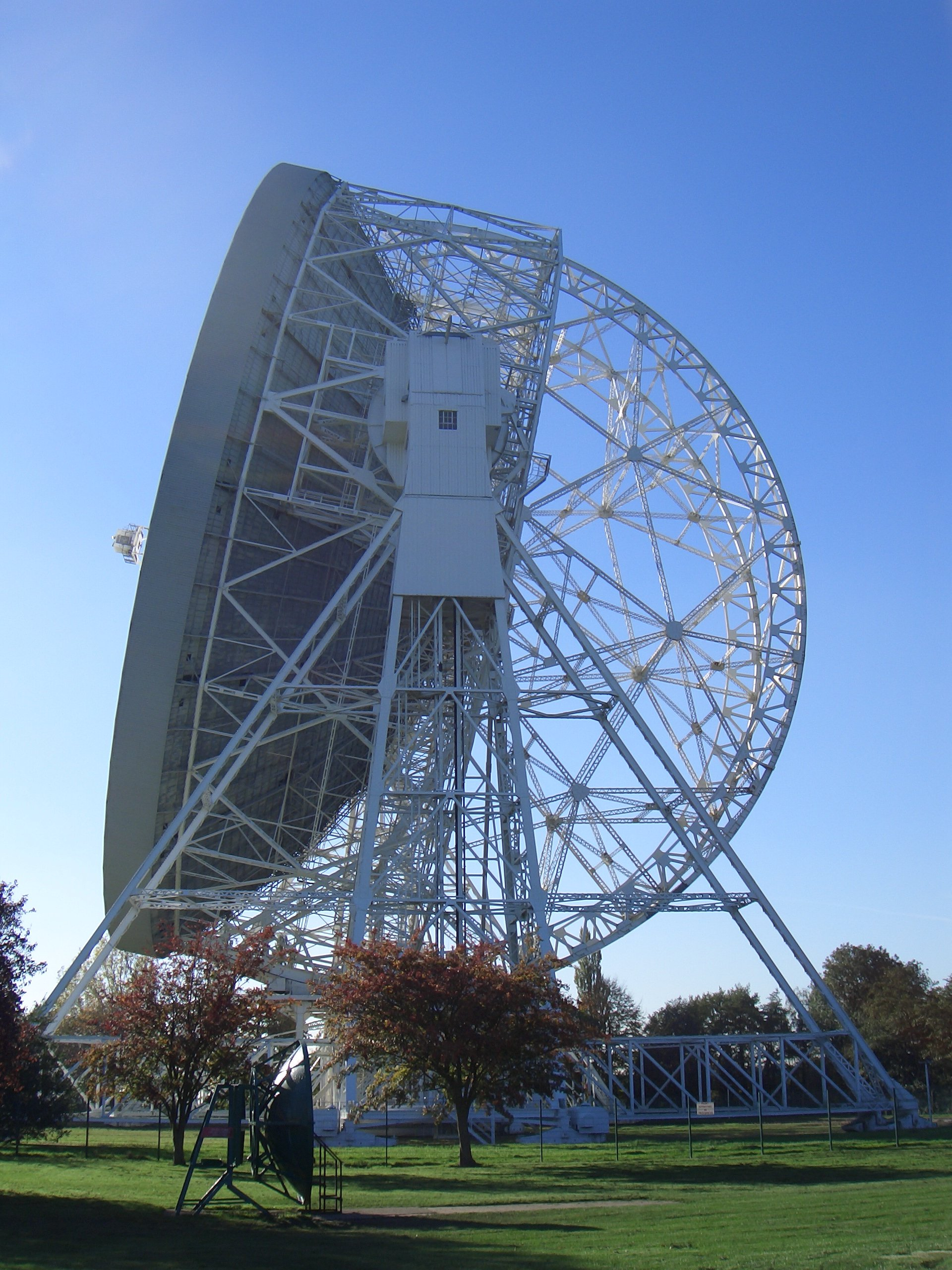
Das Lovell-Teleskop in Seitenansicht

Das Jodrell-Bank-Radioobservatorium (englisch Jodrell Bank Observatory, kurz JBO) ist Teil des Jodrell Bank Centre for Astrophysics der University of Manchester und steht in Lower Withington, Cheshire, England. Es beherbergt ein Radioteleskop mit einer frei beweglichen Parabolantenne von 76 Metern Durchmesser. Das Lovell-Teleskop mit einer Gesamtmasse von 3200 Tonnen wurde im Jahr 1957 errichtet und in den Jahren 2000 bis 2002 modernisiert. Im Juli 2019 wurde es von der UNESCO zum Weltkulturerbe erklärt.
Ursprünglich hieß es Jodrell Bank Experimental Station, dann 1966 bis 1999 Nuffield Radio Astronomy Laboratories.

## Geschichte
Als der Radioastronom Bernard Lovell 1945 an die University of Manchester kam, suchte er für die Beobachtung kosmischer Strahlung einen ruhigen Ort und fand ihn in einer ehemaligen botanischen Forschungsstation der Universität ca. 30 km südlich von Manchester (Jodrell Bank). Lovell entwarf das heute nach ihm benannte Radioteleskop mit dem Ingenieur Charles Husband. Bei Fertigstellung 1957 war es das größte Radioteleskop der Welt und feierte seinen ersten Erfolg in der Detektion der Sputnik-1-Trägerrakete im Orbit. Das Teleskop galt als Prestigeobjekt britischer Wissenschaft.

## Zweck
Neben generellen radioastronomischen Beobachtungen dient das Radioteleskop auch zur Bahnverfolgung interplanetarer Raumflugkörper und wird im Rahmen des SETI-Projektes für die Suche nach Funksignalen außerirdischer Zivilisationen genutzt. In den Blickpunkt der Öffentlichkeit kam das Jodrell-Bank-Radioobservatorium auch durch die erfolglose Suche nach Funksignalen des europäischen Mars-Landemoduls Beagle 2 Ende 2003/Anfang 2004.
Daneben ist das Jodrell-Bank-Observatorium auch Kernstück des MERLIN (Multi-Element Radio Linked Interferometer Network), einem Netzwerk von Radioteleskopen in Großbritannien, die gemeinsam als radioastronomisches Interferometer zum Einsatz kommen. Des Weiteren kommt das Radioteleskop in Jodrell-Bank auch im Rahmen der Very Long Baseline Interferometry zum Einsatz.

## Trivia
Beim Bau 1957 wurden Teile der Geschützturmmechanik der abgewrackten britischen Schlachtschiffe Royal Sovereign und Revenge verwendet.
Das Lovell-Teleskop erscheint in der Verfilmung des Romans Per Anhalter durch die Galaxis.

## Besucherzentrum
Das Jodrell-Bank-Radioobservatorium verfügt über ein Besucherzentrum, das Jodrell Bank Discovery Center, welches Besichtigungen des Observatoriums anbietet.